# Merrimac (Massachusetts)
Merrimac és una població dels Estats Units a l'estat de Massachusetts. Segons el cens del 2000 tenia 6.504 habitants.

## Demografia
Segons el cens del 2000, Merrimac tenia 6.138 habitants, 2.233 habitatges, i 1.699 famílies. La densitat de població era de 277,8 habitants/km².
Dels 2.233 habitatges en un 40,6% hi vivien nens de menys de 18 anys, en un 62,8% hi vivien parelles casades, en un 10,3% dones solteres, i en un 23,9% no eren unitats familiars. En el 19,8% dels habitatges hi vivien persones soles el 9,2% de les quals corresponia a persones de 65 anys o més que vivien soles. El nombre mitjà de persones vivint en cada habitatge era de 2,73 i el nombre mitjà de persones que vivien en cada família era de 3,16.
Per edats la població es repartia de la següent manera: un 29% tenia menys de 18 anys, un 5% entre 18 i 24, un 31,4% entre 25 i 44, un 23,6% de 45 a 60 i un 11% 65 anys o més.
L'edat mediana era de 37 anys. Per cada 100 dones de 18 o més anys hi havia 90,5 homes.
La renda mediana per habitatge era de 58.692 $ i la renda mediana per família de 69.118$. Els homes tenien una renda mediana de 48.718 $ mentre que les dones 35.325$. La renda per capita de la població era de 24.869$. Entorn de l'1,9% de les famílies i el 2,7% de la població estaven per davall del llindar de pobresa.